# Harmanus Hondius
Harmanus Hondius (Amsterdam, 9 juni 1903 – Bussum, 12 april 1996) was een Nederlands bestuurder in de Tweede Wereldoorlog. Hij was lid van de Nationaal-Socialistische Beweging (NSB). Hondius was wethouder en locoburgemeester van Nijmegen, waarnemend burgemeester in Tilburg en daarna waarnemend commissaris der provincie voor Gelderland.

## Loopbaan
Hondius was na zijn MTS-opleiding stuurman ter koopvaardij en daarna werkzaam bij Philips te Eindhoven, Carl Schlieper te Medan en de Bataafse Petroleum Maatschappij te Pangkalan Brandan. Van 1931-1935 studeerde hij werktuigbouwkunde aan de Technische Hogeschool Delft. Hij werkte als hoofdingenieur/directeur bij de machinefabriek H.K. Jonker & Zn in Amsterdam en in 1942 als algemeen bedrijfsleider bij Fokker aldaar.

### Bestuurder
Van 1 februari 1943 tot september 1944 was hij wethouder openbare werken en locoburgemeester van Nijmegen. In deze periode kwam hij meermaals in conflict met NSB-burgemeester Marius van Lokhorst en partijleider Anton Mussert. Hij werd daarom 'weggepromoveerd' naar Tilburg, maar behield zijn ambt als wethouder in Nijmegen.
Hondius leidde op 22 februari 1944 de hulpverlening na het bombardement op Nijmegen, waarbij officieel 771 mensen omkwamen. Hij spande zich in om de begrafenisplechtigheid een ingetogen karakter te geven, maar hij kreeg alsnog kritiek toen hij zich bij een toespraak op het kerkhof hardop afvroeg of de kinderen nog steeds zouden zwaaien naar de Amerikaanse vliegtuigen die enkele dagen eerder over de stad hadden gevlogen. In mei 1944 kreeg Hondius bij een vertoning van een film van de Nijmeegse afdeling van de Technische Noodhulp (TeNo) over het bombardement en de hulpverlening door het landelijke hoofd van de TeNo een zilveren schaal uitgereikt als particulier geschenk van Nijmeegse burgers. Het ontwerp werd gebruikt voor een later gemaakte gedenkpenning.
Op 17 juli 1944 werd hij aangesteld en een dag later beëdigd als waarnemend burgemeester van Tilburg. In deze Noord-Brabantse gemeente voorkwam zijn optreden de executie van gijzelaars en de afbraak van de huizen aan de Lijnsheike als represaille na het neerschieten op 6 september 1944 van een lid van de Grüne Polizei bij een persoonsbewijscontrole. In de weekeinden reisde hij op en neer tussen Tilburg en Nijmegen. Aan zijn waarnemend burgemeesterschap van Tilburg kwam een einde toen hij na het weekeinde van 16-17 september door oorlogshandelingen in en rond Arnhem en Nijmegen niet meer van Nijmegen terug naar Tilburg kon reizen.
In het nog niet bevrijde gebied Apeldoorn werd hij op 26 september 1944 benoemd tot waarnemend Commissaris der Provincie Gelderland. Hondius zetelde als Commissaris der Provincie in Lochem. Dit bleef hij tot de bevrijding van Gelderland in de lente van 1945. In april 1945 ijverde hij met andere notabelen van Zaltbommel om de toren van de Grote of Sint-Maartenskerk in Zaltbommel te sparen. De Duitsers hadden er reeds springstof in aangebracht en de plaats kwam in de frontlinie te liggen.

## Veroordeling
Hij werd na de bevrijding in de nacht van 6 op 7 mei 1945 in Zaltbommel gearresteerd. Hondius werd daarna in vrijheid gesteld maar na nieuwe aanklachten in oktober 1946 opnieuw gearresteerd. Hij was, naar eigen zeggen, voor de Tweede Wereldoorlog een van de kernlieden van de Nationaal-Socialistische Beweging en ontkende ten stelligste tijdens zijn proces in 1946 dat de NSB in 1940 het land verraden had. In 1947 werd hij wegens zijn NSB-lidmaatschap tot een gevangenisstraf van één jaar veroordeeld. Het kiesrecht werd hem ontnomen en hij mocht geen openbaar ambt meer vervullen. Omdat het voorarrest reeds langer dan een jaar had geduurd behoefde Hondius geen verdere detentie te ondergaan.

## Privé
Hij huwde in 1929 in De Bilt. Dit huwelijk werd in 1966 in Amsterdam ontbonden.